# Эфиронос
Эфиронос (кирг. Эфиронос) — село в Панфиловском районе Чуйской области Кыргызстана. Входит в состав айылного аймака Курама.

## География
Село расположено в западной части области, на левом берегу реки Чон-Кайынды, на расстоянии приблизительно 5 километров (по прямой) к востоко-юго-востоку от города Каинды, административного центра района. Абсолютная высота — 779 метров над уровнем моря.

## Население
Согласно оценочным данным Национального статистического комитета Кыргызской Республики, численность населения села на начало 2023 года составляла 744 человека.
| год     | 2009 | 2014 | 2015 | 2020 | 2021 | 2023 |
| ------- | ---- | ---- | ---- | ---- | ---- | ---- |
| человек | 635  | 674  | 678  | 711  | 724  | 744  |